# 259 Aleteia
Aleteia (asteroide 259) é um asteroide da cintura principal com um diâmetro de 178,6 quilómetros, a 2,75685573 UA. Possui uma excentricidade de 0,12184779 e um período orbital de 2 031,71 dias (5,56 anos).
Aleteia tem uma velocidade orbital média de 16,8101127 km/s e uma inclinação de 10,81800894º.
Este asteroide foi descoberto em 28 de junho de 1886 por Christian Peters.
Este asteroide foi nomeado em homenagem à daemon Aleteia da mitologia grega.